# Serra de Mensa
La Serra de Mensa és una serra situada al municipi de Castellfollit del Boix, a la comarca del Bages, amb una elevació màxima de 623 metres.